# FINAシンクロワールドカップ
FINAシンクロナイズドスイミングワールドカップ（FINA Synchronized Swimming World Cup）とは、2014年まで開催されていた国際水泳連盟が開催するアーティスティックスイミング3大大会の一つ。

## 歴史
第1回は1979年で、東京国立代々木競技場で行われた。6年後にアメリカ合衆国・インディアナポリスで開催された後、以降は2年に1度開催されていた。
しかし、世界水泳が奇数年に開催が決定された以降は、夏季五輪中間年=冬季五輪開催年およびサッカーのFIFAワールドカップ開催年と同一年に開催されるように変更されたが、2014年を最後に開催されなくなった。

## 歴代優勝チーム
| 年     | 開催地                             | ソロ                   | デュエット                        | チーム         |
| ------ | ---------------------------------- | ---------------------- | --------------------------------- | -------------- |
| 1979年 | 日本・東京                         | ヘレン・バンデルバーグ | H・バンデルバーグ/K・クリチカ     | アメリカ合衆国 |
| 1985年 | アメリカ合衆国・インディアナポリス | キャロライン・ワルド   | C・ワルド/M・キャメロン           | アメリカ合衆国 |
| 1987年 | エジプト・カイロ                   | キャロリン・ワルド     | K・ジョセフソン/S・ジョセフソン   | アメリカ合衆国 |
| 1989年 | フランス・パリ                     | T・ロング              | T・ロング/A・セビテンコ           | アメリカ合衆国 |
| 1991年 | ドイツ・ボン                       | シルビー・フレチェット | K.ジョセフソン/S.ジョセフソン     | アメリカ合衆国 |
| 1993年 | スイス・ローザンヌ                 | D・L・ベッキー         | S・ジル/D・L・ベッキー            | アメリカ合衆国 |
| 1995年 | アメリカ合衆国・アトランタ         | D・L・ベッキー         | D・L・ベッキー/J・サダス          | アメリカ合衆国 |
| 1997年 | 中国・広州                         | O・セダコワ            | O・セダコワ/O・ブルスニーキナ     | ロシア         |
| 1999年 | 韓国・ソウル                       | O・ブルスニーキナ      | O・ブルスニーキナ/M・キセリョーワ | ロシア         |
| 2002年 | スイス・チューリッヒ               | ビルジニー・デデュー   | A・ダビドワ/A・エマルコワ         | ロシア         |
| 2006年 | 日本・横浜                         | ナタリア・イーシェンコ | A・ダビドワ/A・エマルコワ         | ロシア         |
| 2010年 | 中国・常熟                         | ナタリア・イーシェンコ | 蒋文文/蒋婷婷                     | ロシア         |
| 2014年 | カナダ                             |                        |                                   |                |

## 2006年の日本でのTV放送
- 2006年の日本でのTV放送はテレビ朝日系列（地上波）とBS朝日（BSデジタル）が放送した。
- テレビ朝日はローカル枠に予選、ゴールデンタイム枠に決勝を放送。BS朝日は予選を生放送し決勝を地上波で放送したものを2時間ディレートして放送した。
- テレビ朝日の番組ポスターの最下面に（決勝全日は）「夜7時スタート」と書いていた。
- BS朝日分の決勝ディレート放送ではヤクルト本社・トヨタ自動車・KDDIと共に4日間通してスポンサーを務めたP&Gは提供クレジットを自粛、CM自体を公共広告機構（現：ACジャパン）に差し替えた。